# Pseudocatharylla gioconda
Pseudocatharylla gioconda is een vlinder uit de familie grasmotten (Crambidae). De wetenschappelijke naam van deze soort is voor het eerst geldig gepubliceerd in 1964 door Stanisław Błeszyński.
De soort komt voor in tropisch Afrika.